# Kazimierz Podsadecki
Kazimierz Podsadecki (ur. 24 lipca 1904 w Zabierzowie, zm. 1970 w Krakowie) – polski malarz i grafik.
Studiował na Wydziale Sztuk Zdobniczych w Szkole Przemysłowej w Krakowie. Po ukończeniu studiów 1923 rozpoczął współpracę z czasopismem ”Zwrotnica” redagowanym przez Tadeusza Peipera, gdzie publikował fotomontaże. Od roku 1926 projektował szatę graficzną „Zwrotnicy”. 
Na pierwszej wystawie grupy „Praesens” przedstawił osiem abstrakcyjnych prac, nawiązujących do konstruktywizmu. Od roku 1928 rozpoczął współpracę z koncernem "Ilustrowanego Kuriera Codziennego" gdzie również publikował fotomontaże.
W roku 1932 uczestniczył w międzynarodowej wystawie typografii w Instytucie Propagandy Sztuki w Łodzi, zorganizowanej przez lewicową grupę A.R.
W latach 1932–1934 działał w krakowskim Studiu Polskiej Awangardy Filmowej, gdzie nadal zajmował się fotomontażami. 
W roku 1935 Kazimierz Podsadecki zajął się malarstwem i został członkiem Związku Zawodowego Polskich Artystów Plastyków w Krakowie. 
We wrześniu 1939 został zmobilizowany i trafił do niewoli niemieckiej. Po wojnie zamieszkał w Szczecinie, gdzie uczestniczył w tworzeniu oddziału Związku Polskich Artystów Plastyków.
W 1952 zamieszkał w Krakowie i zajął się malarstwem sztalugowym. 
Dzieła Podsadeckiego znajdują się w zbiorach: Muzeum Sztuki w Łodzi, Muzeum Narodowego w Krakowie i Muzeum Narodowego w Warszawie.